# روب ثورمان
روب ثورمان (بالإنجليزية: Rob Thurman)‏ (1950 في الولايات المتحدة)؛ روائية أمريكية.